# Mossdagglav
Mossdagglav (Physconia muscigena) är en lavart som först beskrevs av Erik Acharius, och fick sitt nu gällande namn av Poelt. Mossdagglav ingår i släktet Physconia och familjen Physciaceae.  Arten är reproducerande i Sverige. Inga underarter finns listade i Catalogue of Life.